# Île Mézangeon
L'île Mézangeon est une île de la Loire, en France appartenant administrativement à Loire-Authion.

## Description
Elle s'étend sur environ 1,2 km de longueur pour une largeur de moins de 250 m. 